# Матеус Штехер
Матеус Штехер — львівський війт та володар Винник німецького походження (бл. 1330 р.). Син першого війта Львова Бертольда Штехера.

## Життєпис
Про рівень німецьких впливів у тодішній Галичині може свідчити те, що з німців часто обирали війтів і членів міських управ, а міські документи та книги писалися німецькою мовою. Німецькі переселенці (ремісники та купці) поширювали у Центральній Європі, зокрема, і в Галичині, норми і традиції, перейняті з німецької правової культури, наприклад Магдебурзьке право, яке спочатку стосувалося лише німецьких колоністів, але з часом поширилось на всіх міщан. Львів отримав офіційно Магдебурзьке право отримав 1356 р., хоча елементи його існували ще із заснування міста, оскільки місто мало війтів задовго до 1356 р. До початку XV ст. німецьке право мали фактично всі головні міста Галичини, ціла низка невеликих міських поселень і чимало сіл.
Право на володіння Винниками — дітям Матеуса — згодом підтвердив польський король Казимир III своїм привілеєм від 22 серпня 1352 р. Ця грамота містить першу письмову згадку про Винники.

## Діти
- Юрій Штехер
- Руперт
- Маргарита